# Saxifraga rosacea
Saxifrage rosée, Saxifrage trompeuse, Saxifrage rose
Espèce
La Saxifrage rosée, Saxifrage trompeuse ou Saxifrage rose (Saxifraga rosacea), est une espèce de plantes de la famille des Saxifragacées.